# 孔多塞号战列舰
孔多塞号战列舰（法語：Condorcet）是6艘丹东级战列舰中第2艘建造的軍艦。本艦以法國啟蒙運動時期政治與數學家馬奎斯·德·孔多塞侯爵命名，於1907年8月23日在聖納澤爾羅亞爾阿特利耶和尚提耶造船廠放置龍骨，並在1911年7月25日於法國海軍服役。艦上的主要武器為4門305公釐45倍徑1906年型主砲，這些主砲配置於2座雙聯裝砲塔內。儘管孔多塞号在1907年8月開始建造，然而以全裝重型火炮（All-Big-Gun）設計概念建造的无畏号战列舰在1906年12月時即服役於英國皇家海軍，這使得本艦及其同型艦在建造時即淪為二流戰艦。
當第一次世界大戰於1914年8月爆發時，孔多塞号曾於西第中海海域嘗試搜尋德艦格本号與布雷斯勞號，但最後無功而返。幾個月後，孔多塞号隨英法聯軍艦隊航往亞得里亞海，並在安提瓦里海戰中，協助聯軍擊沉奧匈帝國海軍的澤塔號防護巡洋艦。隨後孔多塞号巡航在奧特朗托海峽與達達尼爾海峽，阻止同盟國艦隊突破地中海防線。
第一次世界大戰後，孔多塞号曾於1923年至1925年間經歷改裝工程，隨後轉為訓練艦，1931年時又轉為兵營艦。至第二次世界大戰爆發時，6艘丹东级战列舰中僅剩孔多塞号仍倖存著。1942年11月，德軍在安東行動中成功繳獲孔多塞号，並當作兵營艦來安置德國水兵。1944年，孔多塞号被盟軍空襲重創，隨後被德軍鑿沉，直至戰後才被打撈上岸，並在1949年拆解完畢。

## 設計

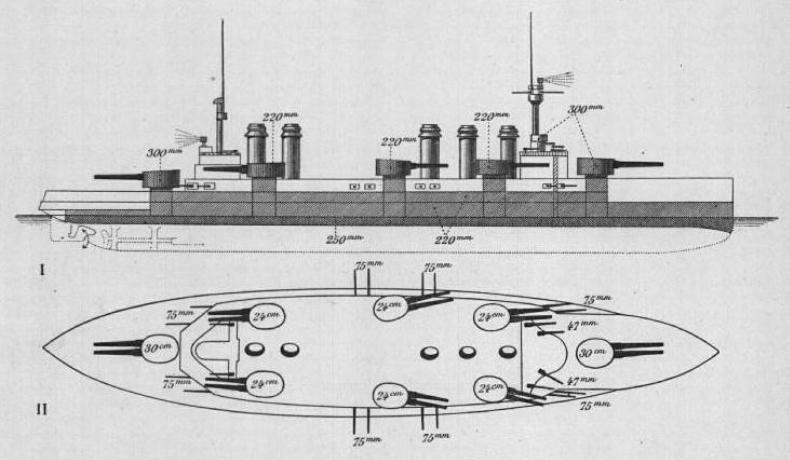
丹東級描繪圖。

孔多塞号战列舰是第二艘建造的丹东级战列舰，屬於法國1906年海軍擴張計畫之一，本艦於1907年8月23日在聖納澤爾羅亞爾阿特利耶和尚提耶造船廠放置龍骨，1909年8月20日時下水。經歷4年的建造時間後，終於在1911年7月25日正式服役。其全長146.6（481英尺0英寸）、舷寬25.8（84英尺8英寸）、滿載時吃水深度9.2（30英尺2英寸）、滿載排水量19,736公噸（19,424長噸；21,755短噸）、艦上可容納681名人員。孔多塞号的推進系統由4組帕森式蒸汽渦輪發動機與26台尼克勞斯（Niclausse）式鍋爐組成，可為艦艇提供22,500匹軸馬力（16,800千瓦特），使本艦的航速可達19節（35每小時；22英里每小時）左右。不過在海試時，孔多塞号的最高航速曾達到19.7節（36.5每小時；22.7英里每小時）過。在出航時，艦上可攜帶2,027公噸（1,995長噸；2,234短噸）的燃煤，供給艦艇在10節（19每小時；12英里每小時）航速下，可到達3,370英里（2,930海里）遠的巡航半徑。
武器配置上，孔多塞号的主要武器由4門305公釐45倍徑1906年型主砲組成，這些主砲配置於2座雙聯裝砲塔內，而這2座砲塔分別安裝在前甲板與後甲板的船艛建築上方。次要武器方面，12門240公釐50倍徑1902年型主砲配置在6座雙聯裝砲塔內，每邊船側分別各安裝3座砲塔。16門75（3.0英寸）口徑施耐德1908年型火砲與10門哈其開斯47（1.9英寸）口徑火砲構成艦上防禦敵魚雷艇的重要武器；另在船體水線下區域配有2組450（17.7英寸）口徑魚雷管。本艦的水線裝甲帶厚度為270（10.6英寸），主砲與司令塔側面由300（11.8英寸）厚的裝甲保護。

### 戰時改裝
第一次世界大戰期間，孔多塞号艦艇前方2座240（9.4英寸）口徑砲塔的頂部加裝75（3.0英寸）口徑防空砲；為了確保能施放風箏式氣球，主桅杆高度於1918年期間改低；240（9.4英寸）口徑火砲的仰角也在這次改裝中提高，使射程半徑能達到18,000（20,000碼）。

## 服役歷程

### 一次大戰前
孔多塞號於1906年12月26日在聖納澤爾羅亞爾阿特利耶和尚提耶造船廠開始建造，不過直至1907年8月23日才放置龍骨。本艦於1909年8月20日下水，1911年7月25日時正式服役。服役初期，孔多塞號被分派至法國地中海艦隊第1分艦隊第1總隊。1913年5月至6月期間，孔多塞號隨駐紮在普羅旺斯與突尼西亞的法軍艦隊進行聯合軍演，隨後於1913年6月7日參與法國總統雷蒙·普恩加萊的海上閱兵典禮。1913年10月至12月期間，孔多塞號隨第1總隊巡迴地中海東部海域，並於1914年5月參與在地中海舉行的大規模艦隊演習。

### 一次大戰期間
在第一次世界大戰爆發後不久，孔多塞號隨韋尼奧號與孤拔號一同於巴利亞利群島附近海域搜尋德艦格本号與布雷斯勞號，但最後無功而返。1914年8月9日，孔多塞號奉命在西西里海峽巡航，阻止德艦從西邊突破協約國的地中海防線。為了阻止奧匈帝國海軍，海軍中將奧古斯丁·布韋·德·拉佩雷爾於8月16日將孔多塞號納入英法聯軍艦隊，並指揮艦隊直接前往亞得里亞海。聯軍艦隊後來遇到正在巴尔執行封鎖蒙特內哥羅王國任務的奧匈帝國海軍艦艇澤塔號防護巡洋艦與烏蘭號驅逐艦，遂爆發安提瓦里海戰。在這場海戰中，澤塔號遭遇聯軍艦隊集體砲轟而沉沒，但成功地讓烏蘭號逃脫。隨後，孔多塞號參加數次在亞得里亞海域的海上襲擊任務，接著前往愛奧尼亞群島海域巡邏。從1914年12月到1916年期間，本艦前往科孚島支援奧特朗托封鎖線。為了確保希臘王國能默許協約國部隊在馬其頓的軍事行動，孔多塞號於1916年12月1日參與十一月事件並前往雅典支援聯軍。緊接著，孔多塞號轉往穆茲羅斯，並駐防該地至1917年9月為止；這段期間，本艦的主要任務為阻止企圖突破地中海防線的德艦戈本號。離開穆茲羅斯後，孔多塞號於1918年5月轉調第1分艦隊第2總隊，接著再度駐紮於穆茲羅斯，並在戰爭結束前一直留守在該地。

### 一次大戰後

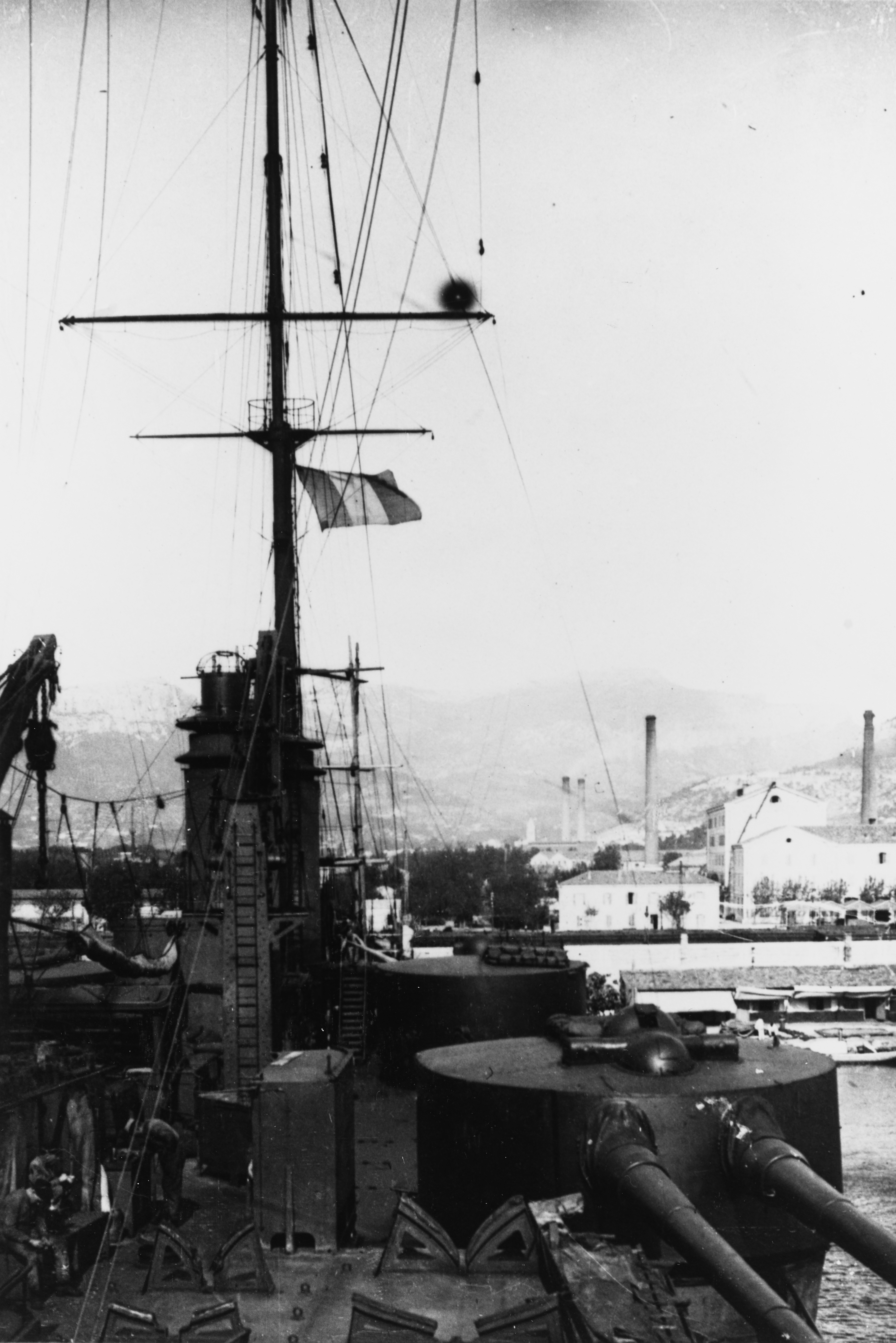
孔多塞號的240公釐50倍徑1902年型主砲。

1918年12月6日至1919年3月2日期間，孔多塞號代表法國前往阜姆，監督巴爾幹區域處理南斯拉夫問題。隨後，孔多塞號被分派至海峽分艦隊。1923年至1924年期間，孔多塞號進行改裝升級作業，主要改裝項目包括加強水下防護措施、船艉4座75（3.0英寸）口徑防空砲被移除等。改裝完成後，孔多塞號與狄德羅號、伏爾泰號一同編至土倫的訓練艦隊，接下來駐紮過魚雷學校和電子學校等。為了提供訓練，本艦後甲板左舷安裝一座魚雷管供學員使用。1931年時，孔多塞號已有部分武裝被解除，並轉為廢船；艦上的螺旋槳也於1939年拆除。著名的法國水下探險家及水肺發明人雅克-伊夫·庫斯托曾於1936年登上本艦認識潛水先驅之一菲利普·泰萊芝，並在他的開導下進行人生中第一次潛水活動。
達喀爾戰役期間，黎塞留號戰列艦380（15英寸）口徑主砲發生後膛爆炸意外，事後推測可能是砲彈推進劑造成的。為了確認這項推論，孔多塞號於1941年4月被拖到海上進行測試作業。測試期間，使用同樣推進劑的砲彈幾乎都成功地從本艦船艉的主砲射擊出去，從而証實後膛爆炸意外與推進劑無關。同年7月，本艦修改內裝，並轉往信號、廣播及電工學校擔任訓練任務。艦上煙囪被移除，原區域改放置無線電設備供學生們訓練用。改裝完沒多久後，孔多塞號在準備離開乾塢時，不小心與相鄰的光榮號潛艦相撞，造成本艦一部分船體受損，並同時淹沒一間隔艙，導致本艦必須再回到乾塢重新修理。
1942年11月27日，德軍執行安東行動準被搶奪停靠在土倫的維希法國艦隊，維希法國人員雖準備以鑿沉艦隊做為回擊，但因孔多塞號上仍有學員，所以本艦沒被列入鑿沉名單中。德軍佔領土倫後，將孔多塞號當作兵營艦使用，不過本艦於1944年8月遭到盟軍空襲而受損過重，迫使德軍在空襲後不到1個月就將本艦鑿沉。艦上一部分的240（9.4英寸）口徑火砲被德軍移除，後被用於比斯開灣吉倫特河口北岸的岸防砲陣地上。1945年9月，孔多塞號殘骸被打撈上岸，並在12月14日賣給拆船廠，直至1949年左右才拆解完畢。

## 外部連結
- CUIRASSE Danton （页面存档备份，存于）（法文）